# Кресты (Кировская область)
Кресты — село в Кикнурском районе Кировской области.

## География
Находится на расстоянии примерно 10 км по прямой на запад от райцентра поселка  Кикнур.

## История
Известно с 1891 года как деревня, в 1898 году построена была деревянная Богоявленская церковь. В 1905 году в селе было учтено дворов 20 и жителей 111, в 1926 42 и 202, в 1950 39 и 98, в 1989 году проживало 245 человек. В селе до 1917 года имелся постоялый двор, различные лавки, магазины. В советское время колхозы им.Ленина, «Авангард». К концу 1980-х годов все деревни округи перестали существовать, многие жители селений переехали на центральную усадьбу, в село Кресты. До января 2020 года входила в Кикнурское сельское поселение до его упразднения.

## Население
Постоянное население  составляло 196 человек (русские 92%) в 2002 году, 102 в 2010.